# Elena Kulichenko
Elena Kulichenko (griechisch Έλενα Κουλιτσένκο Elena Koulitsenko; russisch Елена Алексеевна Куличенко Jelena Alexejewna Kulitschenko; * 28. Juli 2002 in Odinzowo, Oblast Moskau, Russland) ist eine ehemalige russische, jetzt zyprische Leichtathletin, die sich auf den Hochsprung spezialisiert hat und die seit Juli 2022 für Zypern startberechtigt ist. Aktuell ist sie Inhaberin des zyprischen Landesrekordes im Hochsprung.

## Sportliche Laufbahn
Erste internationale Erfahrungen sammelte Elena Kulichenko beim Europäischen Olympischen Jugendfestival (EYOF) 2017 in Győr, bei dem sie für Russland mit übersprungenen 1,87 m die Silbermedaille gewann. 2022 zog sie in die Vereinigten Staaten und studiert seitdem an der University of Georgia. Im Jahr darauf belegte sie bei der 2. Liga der Team-Europameisterschaft im Zuge der Europaspiele mit 1,91 m den fünften Platz. Anschließend siegte sie mit 1,91 m bei den U23-Europameisterschaften in Espoo und gewann dann bei den World University Games in Chengdu mit derselben Höhe die Silbermedaille hinter der Ghanaerin Rose Yeboah. Kurz darauf belegte sie bei den Weltmeisterschaften in Budapest mit 1,90 m im Finale den 13. Platz. 2024 wurde sie mit neuem Landesrekord von 1,97 m NCAA-Collegemeisterin, ehe sie im August bei den Olympischen Sommerspielen in Paris mit 1,95 m im Finale den siebten Platz belegte. Im Jahr darauf belegte sie bei den Hallenweltmeisterschaften in Nanjing mit 1,92 m den siebten Platz. Im Juni wurde sie NCAA-Meisterin, ehe sie bei der 2. Liga der Team-Europameisterschaft in Maribor mit 1,89 m Dritte hinter der Belgierin Merel Maes und Angelina Topić aus Serbien wurde. Daraufhin gewann sie bei den World University Games in Bochum mit 1,87 m die Bronzemedaille hinter der Spanierin Una Stancev und Asia Tavernini aus Italien.
In den Jahren 2023 und 2024 wurde Kulichenko zypriotische Meisterin im Hochsprung.

## Kritik
Die Sportlerin stand wiederholt in der Kritik, aufgrund ihrer wohlhabenden Familie mit einem so genannten „Goldenen Visum“ sich die zypriotische Staatsbürgerschaft erkauft zu haben.